# Улоф Цельсій
Улоф Цельсій (швед. Olof Celsius; 19 липня 1670 — 24 червня 1756) — шведський ботанік, професор східних мов та історії, сходознавець та теолог. Відомий також як Улоф Цельсій старший (Улоф Цельсій молодший — його син).

## Біографія
Улоф Цельсій народився 19 липня 1670 року.
Він був професором Уппсальського університету: з 1715 року — професором сходознавства, з 1727 року — професором теології.
Улоф Цельсій — один з вчителів та покровителів видатного шведського вченого Карла Ліннея (1707—1778). У 1729 році Лінней поселився у будинку Цельсія та отримав доступ до його великої бібліотеки. Згодом, вже після того, як Лінней закінчив університет, вони вели листування.
Улоф Цельсій займався об'єднанням відомостей про рослини згадані у Біблії; йому належить одна з перших праць, присвячених цій тематиці, Hierobotanicon, sive, De plantis sacrae Scripturae dissertationes breves, яка була видана у двох частинах в Уппсалі у 1745—1747 роках.
Улоф Цельсій помер 24 червня 1756 року в Уппсалі.
Улоф Цельсій — рідний дядько Андерса Цельсія (1701—1744), відомого астронома, геолога та метеоролога (на його честь названо градус Цельсія).

## Вшанування пам'яті
Карл Лінней назвав на його честь рід рослин Celsia родини Ранникові.

## Окремі публікації
- Dissertatio philosophica de natura avium, etc. Uppsala, 1690.
- Historia linguæ et eruditionis Arabum. Uppsala, 1694.
- De runis helsingicis… Rom, 1698.
- Runae medelpadicae ab importuna crisi breviter vindicatae. Uppsala, 1726.
- Monumenta runica, in quibus mentio habetur Hierosolymae, ad Christianos sunt referenda. 1733.
- Olof Cesius upgifwer tilökning på några örter, fundna u Upland, sedan Catalogus Plantarum Uplandicarum utgafs år 1732. Uppsala, 1740.
- Hierobotanicon, sive, De plantis sacrae Scripturae dissertationes breves. Uppsala, 1745—1747.